# Вос, Мария
Мария Вос (нидерл. Maria Vos; 21 декабря 1824[…], Амстердам — 11 января 1906[…], Остербек, Гелдерланд) — нидерландская художница, мастер натюрморта.

## Биография
Родилась в 1824 году в Амстердаме в семье биржевого маклера. Училась в частном пансионе для девочек, затем брала уроки рисования. Познакомилась с азами рисунка на обязательных для барышень из высшего сословия уроках. Со временем интерес к рисованию перерос в серьёзное увлечение: Мария Вос профессионально занялась живописью под руководством художника Петруса Кирса. В 1844 году, когда ей было около двадцати лет, её картины впервые экспонировались на выставке, а уже в 1847 году она стала почётным членом Королевской академии художеств в Амстердаме.
В 1853 году Мария Вос переехала в Остербек, где присоединилась к группе художников, известной как «Голландские барбизонцы». В 1863 году к ней присоединилась её подруга, Адриана Йоханна Ханен, невестка её учителя Петруса Кирса. Семь лет спустя они построили дом, известный как «Вилла Града», где проживали вдвоём и давали уроки рисования и живописи. Согласно нейтральному определению биографов, двух дам связывали «очень близкие отношения». Обе они никогда не выходили замуж и не имели детей. Хаанен скончалась в 1895 году после 32 лет совместной жизни на вилле. Вос пережила её на 10 лет и скончалась в 1906 году.
Хотя Мария Вос, в первую очередь, известна своими натюрмортами, она также писала портреты, пейзажи и городские виды (в том числе серию акварелей с изображениями Остербека). Работы Вос при её жизни в основном выставлялись в Нидерландах и Бельгии, однако иногда она отправляла их и за границу, например, на Всемирную выставку 1876 года, проходившую в Филадельфии, США.
За свою жизнь Мария Вос создала огромное количество картин, большинство из которых остаются в частных собраниях, и лишь некоторые — в музейных. Крупные выставки работ Марии Вос состоялись в 1973 и 2002 годах.

## Галерея
- Натюрморт с керамической пивной кружкой, лимонами и спаржей
- Натюрморт с овощным прилавком
- Натюрморт с аквариумом с золотыми рыбками
- Натюрморт с битой дичью